# Мануель-Гарсія II (Техас)
Мануель-Гарсія II (англ. Manuel Garcia II) — переписна місцевість (CDP) в США, в окрузі Старр штату Техас. Населення — 62 особи (2020).

## Географія
Мануель-Гарсія II розташований за координатами 26°18′46″ пн. ш. 98°41′29″ зх. д. / 26.31278° пн. ш. 98.69139° зх. д. (26.312646, -98.691281).  За даними Бюро перепису населення США в 2010 році переписна місцевість мала площу 0,04 км², уся площа — суходіл.

## Демографія
Згідно з переписом 2010 року, у переписній місцевості мешкало 77 осіб у 23 домогосподарствах у складі 21 родини. Густота населення становила 1791 особа/км².  Було 26 помешкань (605/км²).
Расовий склад населення:
| - 90,9 % — білих - 7,8 % — осіб інших рас |

До двох чи більше рас належало 1,3 %. Частка іспаномовних становила 100,0 % від усіх жителів.
За віковим діапазоном населення розподілялося таким чином: 32,5 % — особи молодші 18 років, 51,9 % — особи у віці 18—64 років, 15,6 % — особи у віці 65 років та старші. Медіана віку мешканця становила 30,5 року. На 100 осіб жіночої статі у переписній місцевості припадало 108,1 чоловіків;  на 100 жінок у віці від 18 років та старших — 100,0 чоловіків також старших 18 років.
Цивільне працевлаштоване населення становило 163 особи. Основні галузі зайнятості: транспорт — 41,7 %, сільське господарство, лісництво, риболовля — 38,7 %, освіта, охорона здоров'я та соціальна допомога — 19,6 %.